# Sally-Gletscher
Der Sally-Gletscher (spanisch Lóbulo Sally Rocks) ist eine Gletscherzunge auf der Livingston-Insel im Archipel der Südlichen Shetlandinseln. Auf der Hurd-Halbinsel mündet sie auf Höhe der Sally Rocks zwischen dem Salisbury Bluff und dem Miers Bluff in die Ostseite der South Bay.
Spanische Wissenschaftler benannten sie 1991 in Anlehnung an die Benennung der benachbarten Klippenfelsen.